# Лељаска (Олт)
Лељаска (рум. Leleasca) насеље је у Румунији у округу Олт у општини Лељаска. Oпштина се налази на надморској висини од 347 m.

## Становништво
Према подацима из 2002. године у насељу је живело 1837 становника, од којих су сви румунске националности.

### Хронологија
| Година       | 1992 | 1993 | 1994 | 1995 | 1996 | 1997 | 1998 | 1999 | 2000 | 2001 | 2002 | 2003 | 2004 | 2005 | 2006 | 2007 | 2008 | 2009 | 2010 | 2011 | 2012 | 2013 | 2014 | 2015 | 2016 | 2017 |
| ------------ | ---- | ---- | ---- | ---- | ---- | ---- | ---- | ---- | ---- | ---- | ---- | ---- | ---- | ---- | ---- | ---- | ---- | ---- | ---- | ---- | ---- | ---- | ---- | ---- | ---- | ---- |
| Становништво | 2166 | 2107 | 2073 | 2052 | 2017 | 1974 | 1938 | 1909 | 1899 | 1848 | 1788 | 1773 | 1734 | 1703 | 1678 | 1649 | 1648 | 1597 | 1561 | 1549 | 1535 | 1482 | 1459 | 1433 | 1399 | 1360 |